# Gillis Johannis le Fèvre de Montigny (1901-1982)

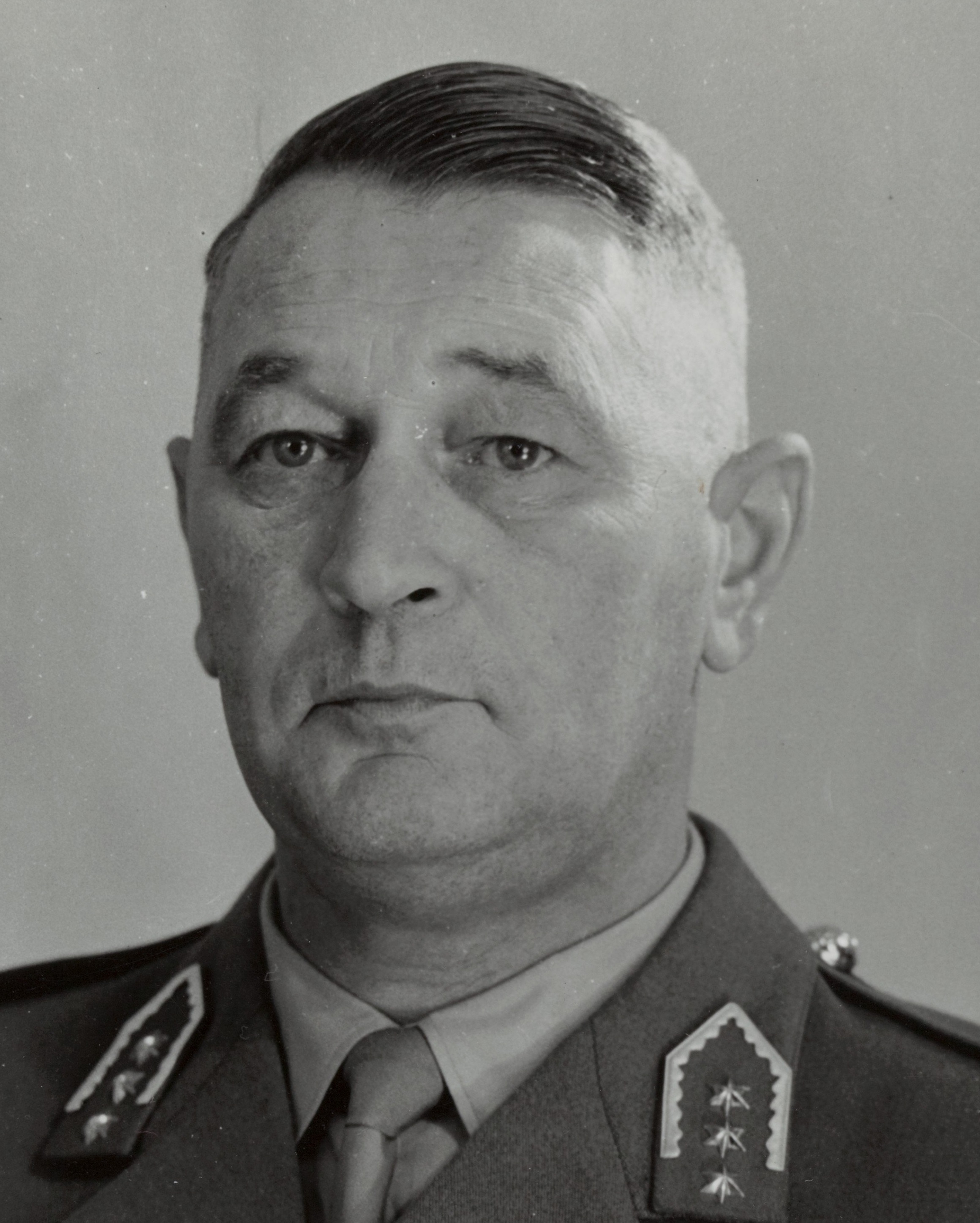
Gillis Johannis le Fèvre de Montigny.

Gillis Johannis le Fèvre de Montigny (Amsterdam, 18 december 1901 - Den Haag, 1 januari 1982) was een Nederlandse militair; hij was van 1962 tot 1965  bevelhebber der Landstrijdkrachten en chef-Defensiestaf.

## Leven en werk
Le Fèvre de Montigny werd in 1901 te Amsterdam geboren als zoon van Johan Jacob le Fèvre de Montigny en van Geertruida Johanna Schenkenberg van Mierop. Ten tijde van de Duitse inval in mei 1940 opereerde hij als kapitein van de generale staf en chef van de staf van de IVe Divisie vanuit de commandopost bij de Grebbeberg. Over de gang van zaken tijdens de verloren Slag om de Grebbeberg en de terugtrekking van de troepen legde hij in 1948 een verklaring af. In 1948 was Le Fèvre de Montigny als luitenant-kolonel waarnemend directeur van de Nationale Reserve. Hij werd in de jaren daarna benoemd tot respectievelijk kolonel, brigade-generaal, generaal-majoor en luitenant-generaal. In 1957 werd hij benoemd tot chef van de generale staf en tevens bevelhebber van de landstrijdkrachten. Van 1962 tot 1965 als was hij chef-Defensiestaf. Per 1 mei 1965 beëindigde hij zijn militaire loopbaan. Hij was adjudant in Buitengewone Dienst van de Koningin.
Le Fèvre de Montigny was gehuwd. Hij overleed op nieuwjaarsdag 1982 op 80-jarige leeftijd in zijn woonplaats Den Haag. Hij was grootofficier in de Orde van Oranje Nassau en ridder in de Orde van de Nederlandse Leeuw. In 1958 werd hij door de Amerikaanse regering benoemd tot "commander in the order of the legion of merit", vanwege zijn verdiensten in Navo-verband. In 1961 werd hij benoemd tot ereburger van de Franse plaats La Courtine, waar het Nederlandse leger in die periode regelmatig oefende.  Zijn broer Lodewijk Hendrik was commandant van de artillerieschool in Breda en garnizoenscommandant van de legerplaats Ossendrecht en tevens voorzitter van de voetbalvereniging NAC Breda.

## Onderscheidingen
- Grootofficier in de Orde van Oranje-Nassau
- Ridder in de Orde van de Nederlandse Leeuw
- Oorlogsherinneringskruis
- Onderscheidingsteken voor Langdurige Dienst als officier
- Herinneringsmedaille 1962
- Huwelijksmedaille Beatrix en Claus
- Vaardigheidsmedaille van de Nederlandse Sport Federatie
- Commandeur in het Legioen van Verdienste
- Eulji in de Orde van Militaire Verdienste